# Пасынков, Николай Фёдорович
Николай Фёдорович Пасынков (1769—1837) — русский государственный деятель, губернатор Костромской губернии. Действительный статский советник.

## Биография
Сын генерал-поручика Фёдора Ивановича Пасынкова родился в 1769 году.
С 28 марта 1781 года воспитывался в Морском корпусе, откуда 1 мая 1783 года был выпущен во флот мичманом; 1 мая 1786 года произведён в лейтенанты.
В русско-шведскую войну 1788—1790 участвовал в четырёх сражениях; 1 января 1796 года получил чин капитан-лейтенанта, 24 марта 1798 — капитана 2-го ранга, 28 ноября 1799 — капитана 1-го ранга; 17 января 1806 года вышел в отставку с производством в капитан-командоры. За время своей службы участвовал в 20-ти кампаниях на Балтийском, Северном и Средиземном морях, за что 26 ноября 1802 года был пожалован орденом Св. Георгия IV степени.
Был назначен 16 августа 1807 года Костромским гражданским губернатором с производством в действительные статские советники; 15 апреля 1810 года получил орден Святой Анны 1-й степени. На посту губернатора «прославился» лихоимством и злоупотреблениями.
Нравы Пасынкова описывает в своих воспоминаниях балетмейстер А. П. Глушковский: 

Николай Федорович Пасынков любил весело пожить; у него бывали ежедневно гости и на нескольких столах играли в карты. Спектакли и балы были у него довольно часто… После ужина у губернатора бывали фейерверки и катание на лодках по Волге с песельниками, – одним словом, губернатор жил, как сыр в масле. (...) Когда в большие праздники костромской губернатор с женой своею отправлялся в собор, за несколько минут до их выезда скакал на дрожках частный пристав в собор с уведомлением, что  едет губернатор. Его превосходительство начальник города езжал не иначе, как в карете, запряженной четверкой лихих рысаков. Подле его кареты скакал верхом полицмейстер, позади неё летели верхом его ординарцы, а затем ехали в разных экипажах и другие власти костромские. Простой народ и купечество при виде губернатора скидывали шляпы и кланялись в пояс. Раболепствовали не только перед губернатором, но и перед его родственниками…
Поведение губернатора поощряло произвол чиновников. В 1815 году после неоднократных жалоб костромского дворянства и по итогам ревизии сенатора А. В. Алябьева, Пасынков был отстранён от должности, которую временно стал исполнять Дмитрий Петрович Горчаков. Пасынков был предан суду по обвинению в лихоимстве, однако у него нашлись покровители в столице и дело, как это часто бывало в подобных случаях, затянулось. Преступную политику Пасынкова продолжил новый губернатор К. И. Баумгартен.
Умер в Санкт-Петербурге в 1837 году, находясь под следствием.

## Семья
Жена — Мария Алексеевна. Сын — надворный советник Геннадий Николаевич Пасынков, о котором нелестно написал в своём дневнике за 1836 год А. В. Никитенко.